# Chrysocercops castanopsidis
Chrysocercops castanopsidis är en fjärilsart som beskrevs av Tosio Kumata och Hiroshi Kuroko 1988. Chrysocercops castanopsidis ingår i släktet Chrysocercops och familjen styltmalar. Inga underarter finns listade i Catalogue of Life.